# Mircea Dobrescu
Mircea Dobrescu, född 5 september 1930 i Cotorca, död 6 augusti 2015, var en rumänsk boxare.
Dobrescu blev olympisk silvermedaljör i flugvikt i boxning vid sommarspelen 1956 i Melbourne.